# 1800 en architecture
| Années de l'architecture : 1797 - 1798 - 1799 - 1800 - 1801 - 1802 - 1803    |
| Décennies de l'architecture : 1770 - 1780 - 1790 - 1800 - 1810 - 1820 - 1830 |

Cet article présente les faits marquants de l'année 1800 en architecture.

## Réalisations
- 30 juin : inauguration du Teatro Donizetti à Bergame, Italie, reconstruit sur les plans de Giovanni Francesco Lucchini.
- 1er novembre : construction de la Maison-Blanche à Washington ; les portiques ne seront toutefois ajoutés qu'en 1825.
- Cathédrale de l'Assomption de Santiago du Chili, dont la construction a débuté en 1748.
- Manège Mikhaïlovsky par Vincenzo Brenna à Saint-Pétersbourg, en Russie.
- Jacques Dubreuil Guibourd House, Sainte-Geneviève, Missouri, États-Unis.
- Église de Lehtimäki, sur les plans de Jacob Rijf  à Alajärvi en Finlande.
- Église d'Iniö, sur les plans de Johan Ahlström, à Iniö en Finlande.

## Événements
- Pierre Fontaine est nommé architecte des Invalides à Paris.

## Récompenses
- Prix de Rome : Simon Vallot et Jean-François-Julien Mesnager, ex æquo sur le sujet de concours : un institut des sciences et des arts.

## Naissances
- 24 janvier : Anders Fredrik Granstedt, architecte finlandais, mort le 26 novembre 1849.
- 28 janvier : Friedrich August Stüler, architecte allemand (Prusse), mort le 18 mars 1865.
- 5 juin : Charles Duval, architecte français, mort le 13 septembre 1870.
- 7 août : Charles Millardet, architecte français, mort le 15 juillet 1847.
- 17 août : Isaiah Rogers (en), architecte américain, mort le 13 avril 1869.
- 5 septembre : Michael Gottlieb Bindesbøll, architecte danois, mort le 14 juillet 1856.
- 30 septembre : Decimus Burton, paysagiste et architecte anglais, mort le 14 décembre 1881.
- 7 octobre : Félix Fries, architecte français, mort le 15 juin 1859.
- 13 novembre : Julien-Étienne Rémont, architecte belge, mort le 12 mars 1883.
- 4 décembre : Louis Dupasquier, architecte français, mort le 15 octobre 1870.
- Date précise inconnue ou non renseignée :
  - Garabet Amira Balyan, architecte arménien ottoman, mort le 15 novembre 1866.

## Décès
- 13 avril : Josse Fermondt, architecte et maître maçon belge, actif à Gand, né le 5 octobre 1722.
- 7 mai : Jean-Baptiste Vallin de La Mothe, architecte français actif en Russie à Saint-Pétersbourg, né en 1729.
- 2 juillet : Victor Louis, architecte français, né le 10 mai 1731.
- 3 août : Friedrich Gilly, architecte allemand (Prusse), né le 16 février 1772.